# Cobra-Mamba
Il Cobra, assieme alla sua versione evoluta Mamba, è stato un missile anticarro tedesco di prima generazione, arma che ebbe a suo tempo notevole successo, con alette cruciformi, 1600m di gittata e 350mm di perforazione. Esso era simile al Sagger ma con alette più grandi. Ne vennero prodotti moltissimi ma all'inizio degli anni settanta venne sostituito in produzione dal Mamba, leggermente migliorato, con 2 km di gittata, 500mm di perforazione e una scatola comando da 12 missili al lancio anziché 8.

## Storia e tecnica
La MBB presentò il Cobra nel 1957, ed esso entrò in servizio 3 anni dopo, nel modello iniziale con 1600 metri di portata, poi, col modello BO810, 2.000 metri di gittata.
L'ordigno venne adottato praticamente come arma NATO, con ben 170.000 missili prodotti in pochi anni, ed esportati in Paesi come Argentina,  Pakistan, India.
Esso aveva 4 alette cruciformi con freccia negativa sul bordo d'attacco, punta del missile molto appuntita, con fusoliera molto tozza e corta. Il principio di guida è il CLOS, con l'operatore che controlla il missile con il joystick, e grazie alla scatola di collegamento può essere applicato fino a 8 missili collegati in simultanea, con cavi di guida da 20 metri, e una piccola rampa di lancio, anche improvvisata. Una caratteristica inusitata era la presenza di una maniglia di trasporto sulla parte superiore del motore a razzo.
Il missile venne impiegato in guerra tra India e Pakistan nel 1971, con scarso successo, e meno ancora contro gli inglesi nel 1982 da parte argentina (praticamente non v'erano corazzati da colpire, anche se vi erano missili con testata mista HEAT/Shrapnel). I missili vennero distrutti dagli artificieri.

### Il successore
Nel 1972 venne presentato il Mamba, successore leggermente migliorato nel suo complesso, più compatto e con una scatola capace di controllare fino a 12 missili, ma ancora con guida CLOS. Ebbe meno successo del precedente, anche perché oramai i missili con guida SACLOS, e alette ripiegabili (meno ingombro, possibilità di trasportare il missile dentro tubi di lancio sigillati che lo proteggono da urti e polvere, per non dire dell'umidità) e maggiore velocità.
Così come l'SS-11 venne sostituito dall'HOT (e l'americano TOW), il Cobra-Mamba venne rimpiazzato dal MILAN, e un'epoca finiva definitivamente.